# 西野村 (山梨県)
西野村（にしのむら）は山梨県中巨摩郡にあった村。現在の南アルプス市西野にあたる。

## 歴史
- 1889年（明治22年）7月1日 - 町村制の施行により、近世以来の西野村が単独で自治体を形成。
- 1954年（昭和29年）4月1日 - 巨摩町・百田村・今諏訪村と合併して白根町が発足。同日西野村廃止。

## 交通

### 鉄道路線
- 山梨交通
  - 電車線
    - 西野駅